# Потсдам (Нью-Йорк)
Потсдам (англ. Potsdam) — місто (англ. town) в США, в окрузі Сент-Лоуренс штату Нью-Йорк. Населення — 14 901 особа (2020).

## Географія
Потсдам розташований за координатами 44°40′9″ пн. ш. 74°59′9″ зх. д. / 44.66917° пн. ш. 74.98583° зх. д. (44.669241, -74.985895).  За даними Бюро перепису населення США в 2010 році місто мало площу 12,80 км², з яких 11,52 км² — суходіл та 1,28 км² — водойми. В 2017 році площа становила 14,02 км², з яких 12,74 км² — суходіл та 1,28 км² — водойми.

### Клімат
| Клімат : Потсдам             | Клімат : Потсдам | Клімат : Потсдам | Клімат : Потсдам | Клімат : Потсдам | Клімат : Потсдам | Клімат : Потсдам | Клімат : Потсдам | Клімат : Потсдам | Клімат : Потсдам | Клімат : Потсдам | Клімат : Потсдам | Клімат : Потсдам | Клімат : Потсдам |
| Показник                     | Січ.             | Лют.             | Бер.             | Квіт.            | Трав.            | Черв.            | Лип.             | Серп.            | Вер.             | Жовт.            | Лист.            | Груд.            | Рік              |
| Абсолютний максимум, °C      | 21,1             | 21,1             | 31,7             | 32,8             | 33,3             | 35,0             | 36,7             | 37,2             | 33,9             | 32,8             | 27,2             | 21,1             | 37,2             |
| Середній максимум, °C        | −3,3             | −1,1             | 3,9              | 11,7             | 18,9             | 23,9             | 26,1             | 25,0             | 21,1             | 13,9             | 7,2              | 0,0              | 12,3             |
| Середній мінімум, °C         | −14,4            | −13,3            | −7,2             | 0,6              | 6,7              | 12,2             | 15,0             | 13,3             | 8,9              | 2,8              | −2,2             | −9,4             | 1,1              |
| Абсолютний мінімум, °C       | −40,6            | −41,7            | −34,4            | −22,2            | −6,1             | −1,7             | 1,7              | −2,2             | −5,6             | −15              | −22,8            | −38,3            | −41,7            |
| Норма опадів, мм             | 54               | 48               | 55               | 74               | 81               | 88               | 95               | 95               | 108              | 104              | 84               | 65               | 950              |
| ---------------------------- | ---------------- | ---------------- | ---------------- | ---------------- | ---------------- | ---------------- | ---------------- | ---------------- | ---------------- | ---------------- | ---------------- | ---------------- | ---------------- |
| Джерело: The Weather Channel |                  |                  |                  |                  |                  |                  |                  |                  |                  |                  |                  |                  |                  |

## Демографія
Згідно з переписом 2010 року, у селищі мешкало 9428 осіб у 2442 домогосподарствах у складі 897 родин. Густота населення становила 737 осіб/км².  Було 2586 помешкань (202/км²).
Расовий склад населення:
| - 88,9 % — білих - 4,9 % — азіатів - 2,8 % — чорних або афроамериканців - 0,4 % — корінних американців |

До двох чи більше рас належало 2,1 %. Частка іспаномовних становила 2,9 % від усіх жителів.
За віковим діапазоном населення розподілялося таким чином: 9,2 % — особи молодші 18 років, 84,2 % — особи у віці 18—64 років, 6,6 % — особи у віці 65 років та старші. Медіана віку мешканця становила 21,4 року. На 100 осіб жіночої статі у селищі припадало 113,9 чоловіків;  на 100 жінок у віці від 18 років та старших — 114,4 чоловіків також старших 18 років.
Середній дохід на одне домашнє господарство  становив 57 228 доларів США (медіана — 36 300), а середній дохід на одну сім'ю — 84 179 доларів (медіана — 59 950). Медіана доходів становила 56 850 доларів для чоловіків та 40 865 доларів для жінок. За межею бідності перебувало 28,8 % осіб, у тому числі 28,0 % дітей у віці до 18 років та 6,5 % осіб у віці 65 років та старших.
Цивільне працевлаштоване населення становило 3405 осіб. Основні галузі зайнятості: освіта, охорона здоров'я та соціальна допомога — 50,0 %, мистецтво, розваги та відпочинок — 14,6 %, роздрібна торгівля — 13,0 %.